# Erzbistum Arequipa

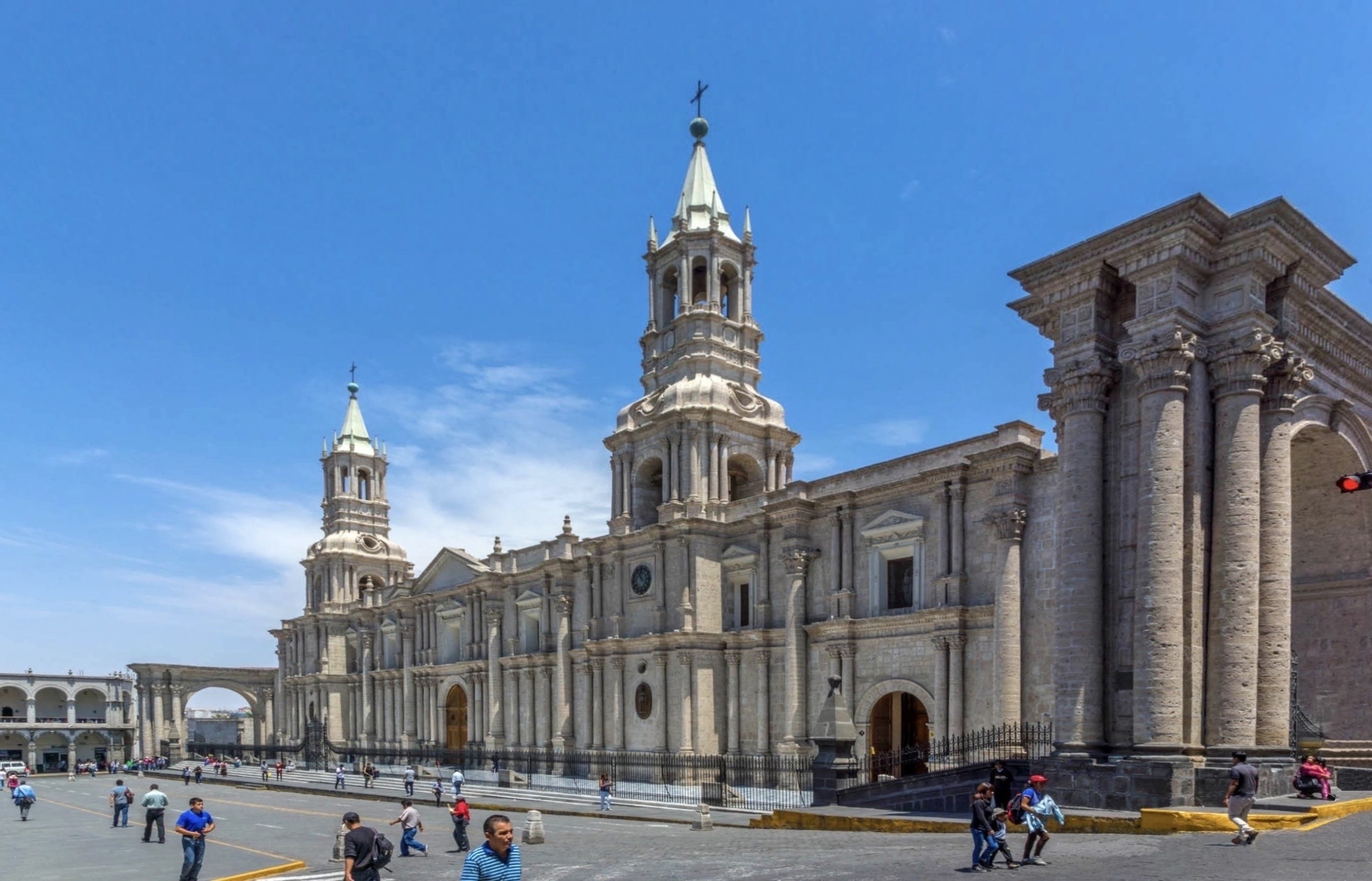
Kathedrale Santa María in Arequipa

Das Erzbistum Arequipa (lat.: Archidioecesis Arequipensis) ist eine in Peru gelegene römisch-katholische Erzdiözese mit Sitz in Arequipa.

## Geschichte
Das Bistum Arequipa wurde am 15. April 1577 durch Papst Gregor XIII. mit der Päpstlichen Bulle Apostolatus officium aus Gebietsabtretungen des Erzbistums Lima errichtet und diesem als Suffraganbistum unterstellt. Am 23. Mai 1943 wurde das Bistum Arequipa durch Papst Pius XII. mit der Apostolischen Konstitution Inter praecipuas zum Erzbistum erhoben. Das Erzbistum gab in seiner Geschichte mehrmals Teile seines Territoriums zur Gründung neuer Bistümer und Territorialprälaturen ab.

## Bischöfe

### Bischöfe von Arequipa
- Antonio de Hervias OP, 15. April 1577 – 9. Januar 1579, dann Bischof von Verapaz
- Cristóbal Rodríguez Juárez OP, 7. Oktober 1612 – 4. November 1613
- Juan de las Cabezas Altamirano, 16. September 1615 – 19. Dezember 1615
- Pedro de Perea Díaz OSA, 4. September 1617–1631
- Pedro de Villagómez Vivanco, 2. August 1632 – 16. Juli 1640, dann Erzbischof von Lima
- Agustín de Ugarte y Sarabia, 1641–1648, dann Bischof von Quito
- Gaspar de Villarroel OSA, 11. Dezember 1651 – 27. Januar 1659, dann Erzbischof von La Plata o Charcas
- Juan de Almoguera OSsT, 1659–6. Mai 1674, dann Erzbischof von Lima
- Juan de la Calle y Heredia OdeM, 10. Juli 1674 – 15. Februar 1676
- Antonio de León y Becerra, 1677–28. August 1708
- Juan de Argüelles OSA, 1711–1713
- Juan Bravo Otálora de Lagunas, 19. November 1714–1722
- Juan Bravo del Rivero y Correa, 28. Januar 1743 – 22. Mai 1752
- Juan González Melgarejo, 26. November 1753 – 6. März 1754
- Jacinto Aguado y Chacón, 17. Februar 1755 – 18. Juli 1762, dann Bischof von Osma
- Diego Salguero de Cabrera, 18. Juli 1763 – 2. Dezember 1769
- Manuel de Abad e Illanar OPraem, 17. Juni 1771 – 1. Februar 1780
- Miguel González Bassecourt OFMCap, 10. Dezember 1781 – 10. Dezember 1784
- Pedro José Chávez de la Rosa, 18. Dezember 1786 – 9. Mai 1805
- Luis La Encina Díaz y Pereiro, 9. September 1805 – 16. Januar 1816
- José Sebastian Goyeneche Barreda, 14. April 1817 – 26. September 1859, dann Erzbischof von Lima
- Giuseppe Benedetto Torres, 22. Juni 1868–
- Juan María Ambrosio Huerta, 20. August 1880–1890
- Manuel Segundo Ballón, 25. August 1898–1906
- Mariano Holguín OFM, 30. Mai 1906 – 23. Mai 1943

### Erzbischöfe von Arequipa
- Mariano Holguín OFM, 23. Mai 1943 – 24. Dezember 1945
- Leonardo José Rodriguez Ballón OFM, 13. Juni 1946 – 7. Juli 1980
- Fernando Vargas Ruiz de Somocurcio SJ, 26. September 1980 – 2. März 1996
- Luis Sánchez-Moreno Lira, 2. März 1996 – 29. November 2003
- José Paulino Ríos Reynoso, 29. November 2003 – 21. Oktober 2006
- Javier del Río Alba, seit 21. Oktober 2006